# Mesochorus triangularis
Mesochorus triangularis là một loài tò vò trong họ Ichneumonidae.